# Bouzonville-aux-Bois
Bouzonville-aux-Bois är en kommun i departementet Loiret i regionen Centre-Val de Loire strax norr Frankrikes mitt. Kommunen ligger i kantonen Pithiviers som tillhör arrondissementet Pithiviers. År 2022 hade Bouzonville-aux-Bois 419 invånare.

## Befolkningsutveckling
Antalet invånare i kommunen Bouzonville-aux-Bois
| Referens: INSEE |